# Cryptothelium cecidiogenum
Cryptothelium cecidiogenum är en svampart som beskrevs av Aptroot & Lücking. Cryptothelium cecidiogenum ingår i släktet Cryptothelium och familjen Trypetheliaceae.   Inga underarter finns listade i Catalogue of Life.